# Sant’Ippolito (Rom)

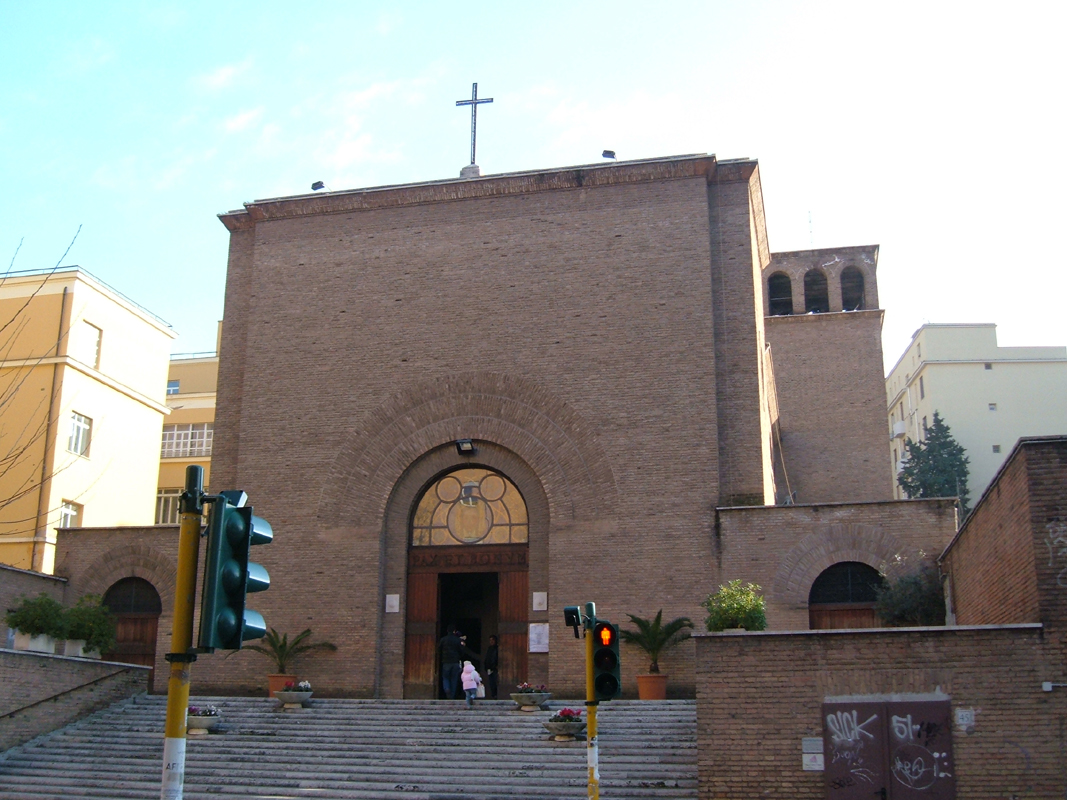
Außenansicht

Die Kirche Sant’Ippolito ist eine Titelkirche der römisch-katholischen Kirche am Viale delle Provincie in Rom.

## Geschichte
Der Bau wurde von Papst Pius XI. angeordnet und in den Jahren 1933 und 1934 nach dem Entwurf des Architekten Clemente Busiri Vici gebaut. Am 23. Dezember 1934 wurde die Kirche gesegnet und die erste Messe wurde in der darauffolgenden Heiligen Nacht gefeiert. Am 26. Mai 1935 wurde mit Dekret von Kardinalvikar Francesco Marchetti Selvaggiani die dazugehörige Pfarrei gegründet. Sie wurde St. Hippolyt dem Märtyrer, dessen Katakomben in der Nähe sind, am 4. Oktober 1938 feierlich geweiht. Anfangs war die Kirche den Franziskanern anvertraut. 1985 wurde die Seelsorge von Diözesanpriestern übernommen. Am 14. Februar 2015 wurde die Kirche zur Titelkirche erhoben. Zum ersten Kardinalpriester wurde John Atcherley Dew 2015 ernannt.